# Estadi de Khartum
L'Estadi de Khartum és un estadi de futbol de la ciutat de Khartum, al Sudan.
Principalment és utilitzat per la pràctica del futbol, essent seu de la selecció nacional i del club Al Khartoum SC. Té una capacitat per a 23.000 espectadors.
Va ser inaugurat l'any 1957, essent anomenat Estadi Municipal, per a ser seu de la primera edició de la Copa d'Àfrica d'aquell mateix any. També va ser seu de la Copa d'Àfrica de Nacions 1970 i del Campionat Africà de Nacions de 2011.